# Fort Oswego

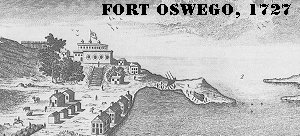
Fort Oswego um 1727.

Fort Oswego war eine britische Befestigung des 18. Jahrhunderts an der Mündung des Oswego River in den Ontariosee auf dem Gebiet des heutigen US-Bundesstaates New York.

## Forts
Das Gebiet um den Ontariosee war seit einer Reise von Samuel de Champlain im Jahr 1616 Schauplatz der Aktivitäten von französischen Pelzhändlern und Missionaren. Anfang des 18. Jahrhunderts expandierten die Briten in diese Region, um am lukrativen Handel mit den Indianern zu partizipieren. 1722 errichteten sie an der Mündung des Oswego einen befestigten Handelsposten auf dem Ostufer des Flusses. Im Lauf der Jahre wurden weitere Befestigungen mit wechselnden Namen ergänzt, die immer wieder Verwirrung gestiftet haben. Insgesamt gab es in diesem Bereich drei zusammenhängende Forts (Fort George, Fort Ontario und Fort Oswego); für den gesamten Komplex hat sich die Bezeichnung Fort Oswego eingebürgert. Es diente vor allem als Handelsstützpunkt, aber auch als militärische Basis für Auseinandersetzungen mit den Franzosen. Erstmals genutzt wurde es hierfür während des Österreichischen Erbfolgekriegs (1740–1748).
Die Franzosen betrachteten den Bau von Fort Oswego als Eindringen in von ihnen beanspruchtes Gebiet und erlitten merkliche Einbußen durch die von dort ausgehenden Handelsaktivitäten. Deshalb gab es seit dem Ende des Krieges 1748 Pläne für einen Militärschlag gegen das Fort, die jedoch nicht ausgeführt wurden. Nach dem Ausbruch des Franzosen- und Indianerkriegs (Siebenjähriger Krieg) (1755–1763) nutzten die Briten Fort Oswego als Ausgangsbasis für militärische Operationen im Bereich der Großen Seen. Die Befestigungen wurden erneuert und erweitert, auf dem Westufer des Flusses entstand Fort Ontario als Außenposten des Hauptforts. Die hier stationierten britischen Truppen – meist Milizen aus Neuengland – litten teilweise erheblich unter Nachschubmangel und Krankheiten.
Im August 1756 stieß General Louis-Joseph de Montcalm mit einer aus Linientruppen, kanadischen Milizen und Indianern bestehenden Armee von 3000 Mann von Fort Ticonderoga aus gegen Fort Oswego vor, dessen von Krankheiten und Hunger geplagte Garnison sich in einem schlechten Zustand befand und dessen Verteidigungsanlagen nicht fertiggestellt waren. Die Briten räumten zunächst Fort Ontario und zogen sich auf Fort Oswego zurück, überließen den Franzosen aber damit eine überhöhte Position, von der aus sie das Innere von Fort Oswego mit ihrer Artillerie unter Feuer nehmen konnten. Bei dem folgenden französischen Bombardement – zum Teil mit in der Schlacht am Monongahela erbeuteten Kanonen – wurde der britische Kommandeur Oberst Mercer getötet. Die dadurch entmutigten Verteidiger kapitulierten angesichts ihrer hoffnungslosen Lage kurz danach am 15. August 1756. Montcalm belohnte seine indianischen Verbündeten damit, dass er ihnen die Plünderung des Forts gestattete; daraufhin wurden die Befestigungen zerstört und die Franzosen zogen sich mit 1.700 Gefangenen und erbeuteten britischen Fahnen nach Kanada zurück, wo letztere in den Kirchen von Montréal und Québec ausgestellt wurden. Der Sieg von Oswego veranlasste eine Reihe von Indianerstämmen, die sich bislang neutral verhalten hatten oder mit den Briten verbündet gewesen waren, sich nun den Franzosen anzuschließen. Hierzu gehörten auch die zum Stammesbund der Irokesen gehörenden Seneca und Oneida.
Nachdem die Briten die Franzosen 1759 endgültig aus dem Gebiet der Großen Seen vertrieben hatten, begannen sie mit dem Wiederaufbau eines Forts am militärtechnisch besser gelegenen Standort von Fort Ontario, das in der Folge als „Fort Oswego“ bezeichnet wurde. Den Pontiac-Aufstand von 1764 überstand es unbeschädigt; 1766 unterwarf sich hier dessen Anführer Pontiac den Briten unter Sir William Johnson.
Im Amerikanischen Unabhängigkeitskrieg (1775–1783) diente Fort Oswego als britische Militärbasis und sicherte zusammen mit Fort Niagara die Nachschublinien nach Kanada.
Im Frieden von Paris wurden die Grenzen zwischen den Vereinigten Staaten und Britisch-Nordamerika neu festgelegt; demnach lag es ab nun auf amerikanischem Gebiet. Die Räumung verzögerte sich aufgrund verschiedener Unstimmigkeiten zwischen Großbritannien und den USA, bis diese im Jay-Vertrag gelöst wurden und die britische Garnison im Sommer 1796 abzog.
Militärische Bedeutung gewann Fort Oswego zum letzten Mal während des Britisch-Amerikanischen Kriegs. Die Amerikaner lagerten hier umfangreiche Ausrüstungsgegenstände und Vorräte für ihre Flotte auf den Großen Seen. Am 5. Mai 1814 bombardierten britische Kriegsschiffe das Fort und landeten Truppen, die die Befestigung nach einem harten Gefecht eroberten. Die Briten mussten 15 Tote und 62 Verwundete verzeichnen, die Amerikaner etwa 25 Tote, 25 Gefangene und eine unbekannte Anzahl Verwundeter. Kurz nach ihrem Sieg zogen die Briten unter Mitnahme umfangreicher dort gelagerter Vorräte ab.
Im 19. Jahrhundert wurde das Areal des militärisch nicht mehr genutzten Forts mit Wohnhäusern der Stadt Oswego überbaut. Am Standort von Fort George liegt heute der Montcalm Park.

## Fort Ontario Emergency Refugee Shelter
Um das strikte Quotensystem des US-Kongresses für die Flüchtlingsaufnahme in den Vereinigten Staaten zu umgehen, lud Franklin D. Roosevelt 1944 aus Europa knapp tausend hauptsächlich jüdische Flüchtlinge aus Arbeitslagern und KZs als seine „Gäste“ ein. Sie wurden mit dem Schiff von Neapel nach New York gebracht und dann im Lager Fort Ontario Emergency Refugee Shelter hinter Stacheldraht interniert. Sie hatten vor ihrer Abfahrt erklären müssen, dass sie nicht in den USA bleiben würden. 1946 erlaubte Präsident Truman gegen den Druck von Migrationsgegnern und antisemitisch eingestellten Kongressabgeordneten die Einwanderung. Heute erinnert das kleine Safe Haven Holocaust Refugee Museum an dieses einzige Flüchtlingslager auf amerikanischem Boden während des Zweiten Weltkrieges.

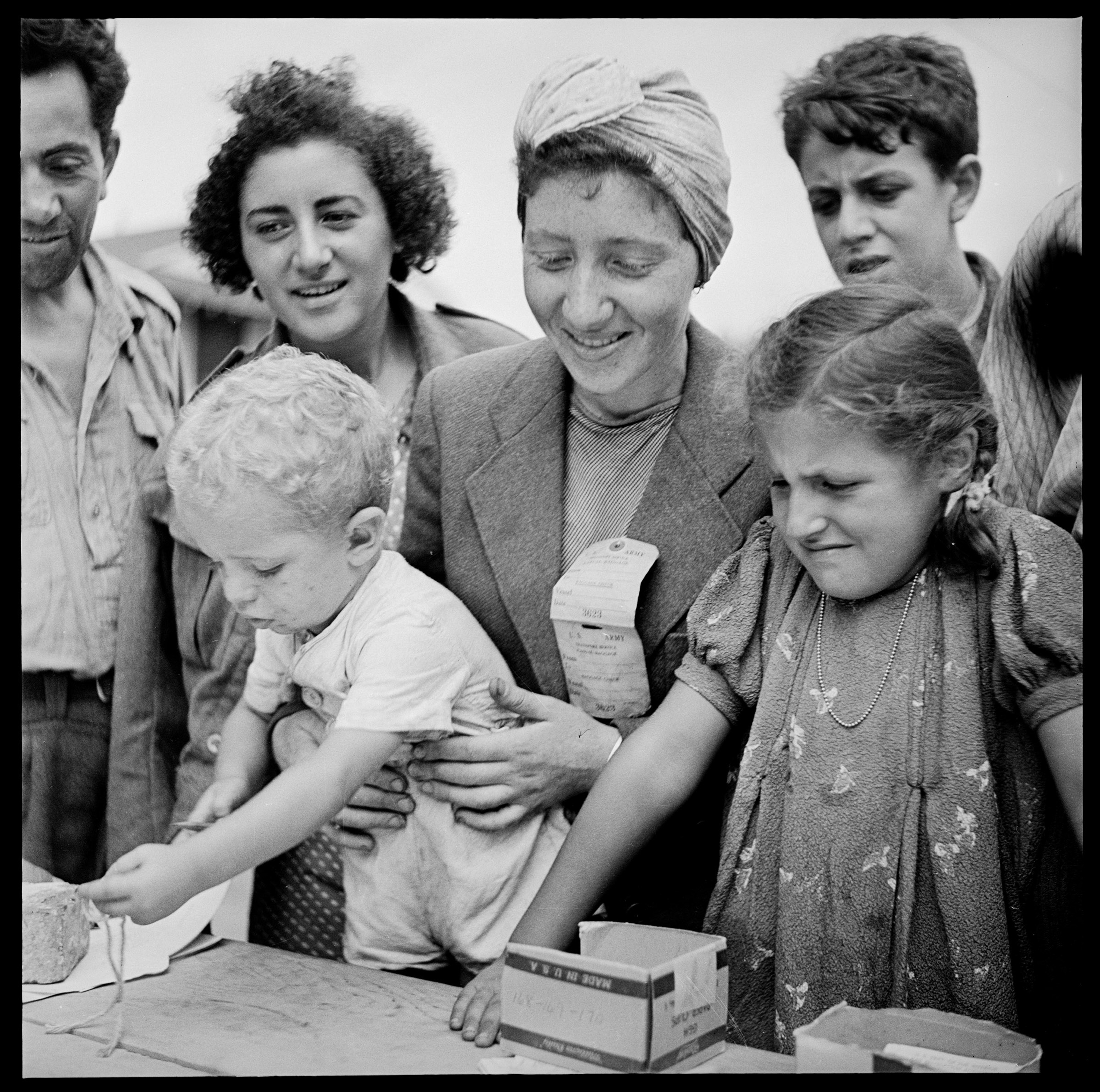
Registrierung der Flüchtlinge, August 1944
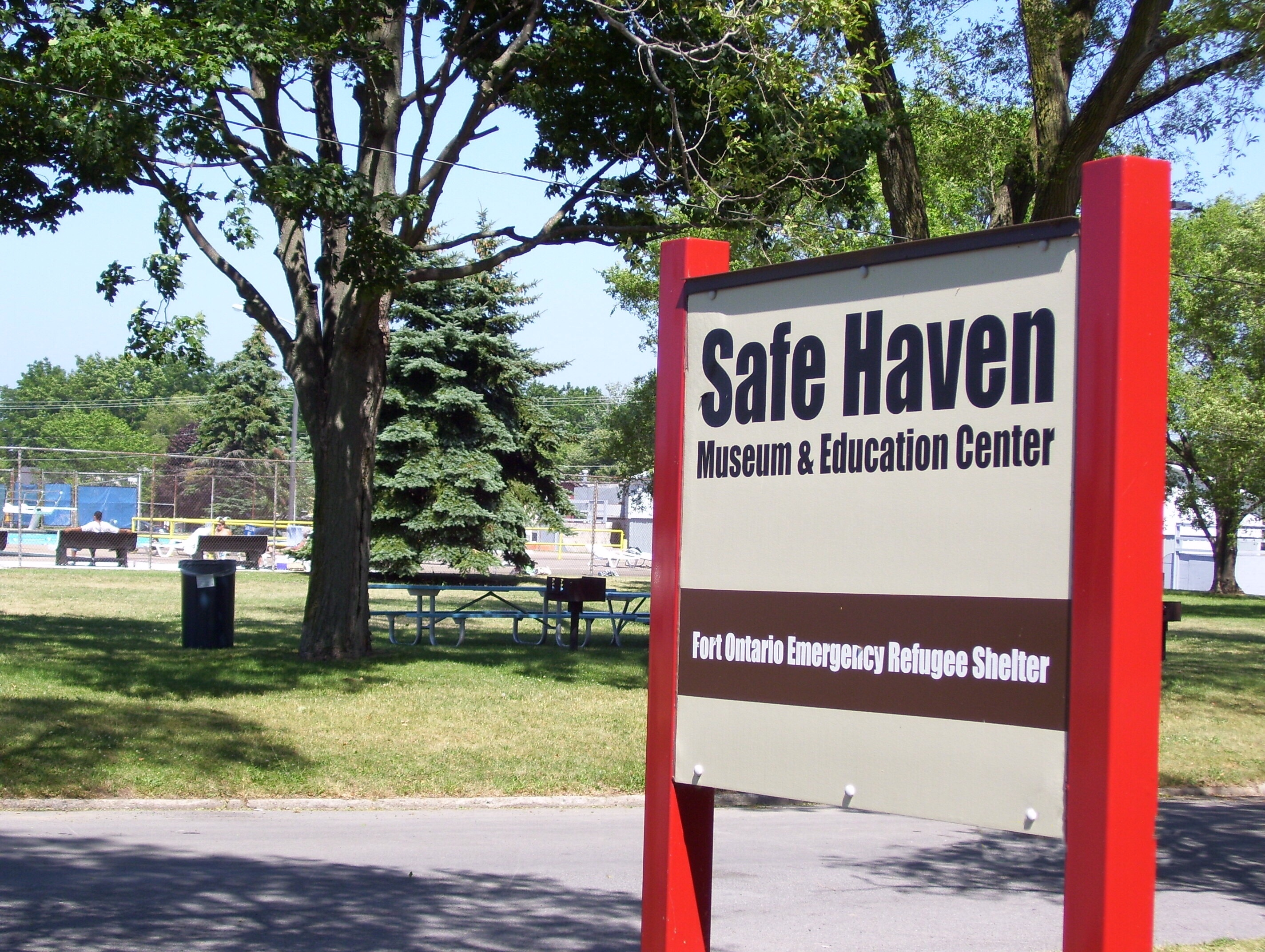
Safe Haven Museum, 2011

## Literarischer Schauplatz
Teile des Romans Der Pfadfinder von James Fenimore Cooper handeln im Fort. Cooper war von August 1808 bis Oktober 1809 im Fort stationiert.